# Teucrium ornatum
Teucrium ornatum là một loài thực vật có hoa trong họ Hoa môi. Loài này được Hemsl. miêu tả khoa học đầu tiên năm 1891.